# Lorenzo Langstroth
Lorenzo Lorraine (Lawrence Lorrain) Langstroth (25 de diciembre de 1810 – 6 de octubre de 1895) fue un apicultor, y pastor luterano estadounidense; nacido en Filadelfia, Pensilvania, siendo uno de los que introdujo el concepto de la apicultura moderna.

## Biografía
Graduado en la Universidad de Yale en 1880, trabajó allí hasta 1834-1835. Fue el pastor de varias iglesias de Congregaciones en Massachusetts, en 1848 se convirtió en principal de una escuela de las señoras jóvenes en Filadelfia.
Desde 1858 vivió en Oxford, Ohio, en su residencia, y dedicó su tiempo a la apicultura.
Inventó la colmena de cuadro móvil, la cual patentó en 1852, que ha tenido una difusión prácticamente mundial. La misma lleva su nombre Colmena Langstroth.
También descubrió el espacio abeja, que es el lugar por el cual las abejas transitan entre los cuadros y en la colmena. No respetar este espacio hace que la abeja rellene el mismo con propóleo. Nunca debe ser menor a 5 milímetros, porque lo rellenará con propóleo, ni mayor a 9 mm porque construirá panal de cera.
Fue uno de los primeros apicultores en recibir y vender en Estados Unidos la abeja italiana (Apis mellifera ligustica), describiendo las bondades productivas de esta raza.

## Langstroth y la sucesión de Fibonacci
1. Colonia única posee una sola reina que da dos clases de huevos (individuos) existen tres clases de individuos en la colmena, reina, obrera y zángano, cinco es el espacio mínimo por el cual puede transitar la abeja expresado en milímetros, ocho el máximo espacio, trece es el espacio de entrada a la colonia, no es propolizado ni encerado.
2. Los machos de una colmena de abejas tienen un árbol genealógico que cumple con esta sucesión. El hecho es que los zánganos, el macho de la abeja, no tiene padre (1), pero sí que tiene una madre (1, 1), dos abuelos, que son los padres de la reina (1, 1, 2), tres bisabuelos, ya que el padre de la reina no tiene padre (1, 1, 2, 3), cinco tatarabuelos (1, 1, 2, 3, 5), ocho tataratatarabuelos (1, 1, 2, 3, 5, 8) y así sucesivamente, cumpliendo con la sucesión de Fibonacci.

## Obra
Sus libros son pioneros en el mundo, fueron traducidos a todos los idiomas, existe una gran evolución entre la primera y segunda obra del autor. La primera obra cuenta con 40 ediciones a la fecha.
- Langstroth-Dadant Correspondence, 1881-1888. Con Charles Dadant, 228 pp. 1941

- The hive and the honey-bee; a bee keeper's manual. Hopkins, Bridgman, Northampton 521 pp. 1853

- A practical treatise on the hive and honey-bee, 534 pp. 1863

### En castellano
- La abeja y la colmena, tradujo M. Pons Fábregues. 3.ª ed. de Gustavo Gili, 639 pp. 1935

### Patentes
- USPatent|9300—L.L. Su patente de la Bee hive 5 de octubre de 1852

- USPatent|RE1484—L.L. Su patente de la Bee hive 26 de mayo de 1863